# Francisco Vega de Lamadrid
Francisco Arturo Vega de Lamadrid (Ciudad Obregón, Sonora; 22 de mayo de 1955), también conocido como "Kiko" Vega, es un político mexicano, miembro del Partido Acción Nacional, fue alcalde del municipio de Tijuana y gobernador del estado de Baja California entre 2013 y 2019. Ha ocupado diversos cargos públicos entre ellos, director del Instituto de Vivienda de Baja California, secretario de Finanzas del estado y del municipio de Tijuana y diputado plurinominal de la LXI Legislatura.
Durante su gestión como gobernador ha enfrentado diversas polémicas, investigaciones solicitadas por el Senado de México por presuntas irregularidades y protestas multitudinarias nunca antes registradas en el estado por una propuesta de Ley del Agua para el Estado de Baja California que Vega envió al congreso de su estado y que finalmente, ante la presión social, solicitó fuera abrogada. Así mismo, ordenó a la Policía Estatal reprimir la huelga de los jornaleros del Valle de San Quintín, movimiento que adquirió renombre nacional al evidenciar las condiciones de marginación de los trabajadores del campo de la entidad. Dicho acto mereció que la Comisión Nacional de Derechos Humanos de su país investigara los hechos y le hiciera una recomendación, la cual aceptó.

## Trayectoria[6]
Vega se graduó de Administración de Empresas en 1978 en el Centro de Enseñanza Técnica y Superior (CETYS). Es miembro activo de Acción Nacional desde 1989 en el que empezó siendo subdirector general del Instituto de Vivienda del Estado de Baja California junto con el director del Instituto Ricardo González Cruz, hasta 1990, cuando se convirtió en director general de la Inmobiliaria del Estado de Baja California.
En 1992 fue coordinador general de la campaña de Héctor Terán Terán, quien fue el primer senador panista en la historia del partido. Vega de Lamadrid fue precandidato suplente a senador ese mismo año.
En 1994 fue coordinador de campaña, esta vez de Diego Fernández de Cevallos, quien buscaba ser presidente de la república por Acción Nacional, pero perdió ante Ernesto Zedillo del PRI. Al año siguiente, volvió a ser coordinador de campaña de Héctor Terán Terán quien después de haber sido senador por Baja California, decidió postularse para la gubernatura en las elecciones de 1995 y logró convertirse en el segundo gobernador de Acción Nacional de manera consecutiva en Baja California.
Durante el gobierno de Terán, Vega de Lamadrid fungió como Secretario de Finanzas de Baja California y también fue coordinador general del Grupo de Fiscalización de la Secretaría de Hacienda y Crédito Público.
En 1998, Vega de Lamadrid se postuló para la presidencia municipal de Tijuana y logró ganar su primer cargo de elección popular. Tres meses después, Terán falleció de un infarto.
En 2001, Vega de Lamadrid fue elegido por su partido como precandidato para la gubernatura de Baja California, pero fue Eugenio Elorduy Walther quien logró ganarle la candidatura y quien se convirtió en el tercer gobernador de Acción Nacional de manera consecutiva en Baja California al ganarle nuevamente al PRI.
Vega de Lamadrid también ha laborado dentro del PAN en puestos como Secretario de Finanzas del Comité Directivo Municipal, Vocal del Comité Directivo y Consejero Estatal.
En 2007, Vega de Lamadrid regresó de nuevo interesado en la gubernatura de Baja California pero la elección interna del partido es ganada por otro exalcalde de Tijuana, José Guadalupe Osuna Millán, quien fue el cuarto gobernador de Acción Nacional de manera consecutiva en Baja California. Sin embargo, Vega de Lamadrid acusó a Elorduy Walther de haber favorecido a Osuna Milán.[cita requerida]
En 2009, Vega de Lamadrid logró entrar a la lista nacional de diputados plurinominales del PAN y a partir del 1 de septiembre de ese año formó parte de la LXI Legislatura en la que fue integrante de las comisiones de Transporte, de Población, Fronteras y Asuntos Migratorios y Secretario de la Comisión de Fortalecimiento al Federalismo, además forma y preside la comisión de vitivinicultura.

## Candidato a gobernador de Baja California
Mientras era diputado, el 2 de noviembre de 2011, Vega de Lamadrid publicó su interés en participar nuevamente en la elección interna a candidato a la gobernación, sería la tercera vez en que participaría en la elección interna para Gobernador.
En 2013 oficializó su registro como precandidato a la gubernatura, teniendo como rival de nuevo a otro exalcalde de Tijuana, Héctor Osuna Jaime. Después de haber estado arriba en encuestas, el 10 de marzo de 2013 Vega de Lamadrid se convirtió por primera vez en el candidato oficial a la gubernatura de Baja California por Acción Nacional con 7,048 votos, quedando Osuna Jaime en segundo lugar con 2,567 votos, una diferencia de 2 a 1.
Las Elecciones de Baja California se llevaron a cabo el 7 de julio de 2013, teniendo como mayor competidor a Fernando Castro Trenti del PRI quien se había mantenido arriba en la mayoría de las encuestas electorales durante la campaña. Sin embargo, durante el computo de actas, Francisco Vega se mantuvo arriba en las tendencias del Programa de Resultados Electorales Preliminares (PREP), terminando con 393,109 votos contra los 367,555 votos de Castro Trenti. Francisco Vega se convirtió en el virtual ganador de las elecciones y en el gobernador electo de Baja California para el período 2013 - 2019.
El martes 16 de julio de 2013, Francisco Vega recibió constancia como gobernador electo por la coalición Unidos por Baja California, la cual estuvo conformada por el PAN, PRD, PANAL y el Partido Estatal de Baja California. Francisco Vega de Lamadrid es el quinto gobernador de Acción Nacional de manera consecutiva en Baja California desde 1989.
En noviembre de 2019, tras tomar posesión el exmandatario de Baja California, Jaime Bonilla Valdez, presentó una denuncia contra el exgobernador, así como contra varios de sus colaboradores, por su presunta responsabilidad en varios delitos, los cuales tienen que ver con un posible daño al erario de más de 1,200 millones de pesos. Actualmente se encuentra bajo investigación y enfrenta un proceso de expulsión del Partido Acción Nacional

## Polémicas

### Declaraciones misóginas
En marzo de 2015 "Kiko" Vega declaró ante decenas de mujeres en Tijuana, en el marco del Día Internacional de la Mujer que:

porque ustedes es lo mejor que nos ha pasado, ¡están rebuenas todas!... para cuidar niños, para atender las casas, para cuando llega uno 'a ver mi'jito, las pantuflitas'. No, no, ustedes de veras que son el pilar de la familia y perfectamente lo saben
Francisco "Kiko" Vega

Los dichos de Vega fueron calificados como misóginos y retrógradas, entre otros calificativos, por la diputada Lourdes Quiñones en el pleno legislativo de Baja California, en tanto diputadas del PRI, PRD y el PVEM le reprocharon por misógino y sexista y exigieron al gobernador una disculpa pública. En tanto el Consejo Nacional para Prevenir la Discriminación recibió una queja formal de Elvira Luna Pineda, de la Comisión de Género de la Confederación de Colegios y Asociaciones de Abogados de México. Días después el gobernador ofreció disculpas públicas por sus declaraciones, asegurando que no buscó ofender a nadie.

### Investigación del Senado de la República
La Comisión Anticorrupción y Participación Ciudadana del Senado de la República recibió en diciembre de 2016 una solicitud de investigación a Kiko Vega, ante presuntas irregularidades que habría cometido el político como la compra de propiedades en distintos estados de México en 2013.  La petición fue hecha por legisladores del PRI y el pleno del senado alcanzó un punto de acuerdo para que dicho órgano legislativo solicitara a la Auditoría Superior de la Federación una investigación de 1998 a la fecha.

### Ley de agua
La madrugada del 21 de diciembre de 2016 un grupo de 15 legisladores, en una oficina del Congreso del Estado de Baja California, aprobaron la Ley del Agua para el Estado de Baja California, una iniciativa de ley hecha al poder legislativo por "Kiko" Vega que permitía, entre otras disposiciones, privatizar el acceso al agua potable en la entidad y la liberalización de las tarifas. La aprobación se realizó de esa manera debido a fuertes protestas que mantenían tomado el recinto legislativo por manifestantes que rechazaban la medida y se enfrentaron a la policía en el pleno. Luego de la aprobación legislativa el gobernador Vega la recibió y aprobó el 30 de diciembre.
El 12 y 15 de enero miles de personas realizaron manifestaciones en Mexicali -con una asistencia a una protesta nunca antes vista en esa ciudad- Tijuana, Ensenada y las playas de Rosarito y Tecate en contra de la medida y del incremento nacional al precio de las gasolinas. Tras esas protestas, "Kiko" Vega decidió enviar al congreso una petición de abrogación de la mencionada ley.

### Represión a huelga de jornaleros de San Quintín
En la madrugada del 17 de marzo de 2015, de manera inesperada, cientos de jornaleros agrícolas del Valle de San Quintín bloquearon la Carretera Transpeninsular para exigir mejoras en sus condiciones laborales. Con el transcurso de los días, y al mantenerse paralizadas las actividades agrícolas y la carretera bloqueada, Vega de la Madrid ordenó a la Policía Estatal de desalojar a los jornaleros de la carretera.  Según investigaciones posteriores de la CNDH el operativo presentó uso excesivo de la fuerza pública, incluyendo el "balas de goma, bombas de humo", causando también "daños en viviendas y lesiones, además de que dichos servidores públicos no justificaron el uso de las balas de goma, conforme a la normatividad aplicable". El operativo realizó detenciones arbitrarias en las que participaron civiles "ya que los agentes ministeriales, estatales y municipales que participaron, no se apegaron a los lineamientos exigidos constitucionalmente para la privación de la libertad de cualquier persona, pues las ejecutaron personas civiles, en otros casos sin orden de aprehensión y, de manera recurrente, sin encontrarse en flagrancia, acorde a las declaraciones y testimonios". Igualmente ocurrieron golpizas a los manifestantes y agravios a gente que no participaban en la protesta, incluyendo mujeres y niños.
Dicha acción generó críticas al gobernador por parte de distintos organizaciones no gubernamentales, quienes criticaron que en el estado donde empezó la transición a la democracia en México se realizara una represión sindical.[cita requerida] La acción mereció una investigación y la posterior recomendación 2/2017 por parte de la CNDH al gobernador Vega y a otros funcionarios federales, estatales y municipales. Dicha recomendación fue aceptada por el Gobierno del Estado de Baja California.